# ریکاردو سانچس (یازیکن واترپلو)
ریکاردو سانچس (اسپانیایی: Ricardo Sánchez‎؛ زادهٔ ۲۴ فوریه ۱۹۷۱) بازیکن واترپلو اهل اسپانیا بود.
وی در مسابقات کشوری و بین‌المللی در مجموع برندهٔ ۱ مدال نقره شده‌است.